# Daniel (football, 1979)
Pour les articles homonymes, voir Daniel.
Daniel Carlos Silva Anjos, plus communément appelé Daniel, est un footballeur brésilien né le 23 novembre 1979.